# Contrat emploi solidarité
Pour les articles homonymes, voir CES.
Pour un article plus général, voir Contrat aidé en France.
Le contrat emploi solidarité (CES) est un contrat de travail relevant du droit français, créé en 1990. Il fait partie des contrats aidés.
Il a été mis en place par Michel Rocard, alors Premier ministre, pour favoriser l'insertion professionnelle des personnes sans emploi, pour travailler dans des collectivités territoriales, les établissements publics et les associations.
Ce contrat venait en remplacement des travaux d'utilité collective (TUC). Formellement, les TUC sont des stages effectués à mi-temps pendant un maximum de six mois dans des collectivités publiques, des hôpitaux ou des établissements publics, par des jeunes à la recherche d’un emploi et indemnisés un peu en dessous de la moitié du Smic. N’étant pas un salaire, l’indemnité perçue par le titulaire d’un TUC n’entraîne aucune ouverture de droits sociaux (retraite, indemnité chômage), à l’exception de la couverture d’assurance-maladie prise en charge par l’État, qui assurait l’essentiel du financement de l’indemnité. Selon Michel Delebarre, alors ministre du Travail, ces contrats sont « une étape dans un parcours d’insertion »...
L’employeur bénéficiait d’une exonération des cotisations sociales patronales et d’aides financières. Il s'agissait d'un contrat aidé par l'État.
Il était censé être à mi-temps et de durée déterminée, et devait permettre l'acquisition de compétences pour le travailleur, et son encadrement par un tuteur. Les bénéficiaires avaient la possibilité de se former via un financement de l'État de 400 h maximum de formation, pour cela ils pouvaient bénéficier des conseils et de l'accompagnement de structures spécialisées mises en place localement à l'initiative de certaines Préfectures ou de certaines Directions Départementales du Travail et de l'Emploi : les F.L.E.S. Fonds Locaux Emploi Solidarité.
Il était réservé aux RMIstes, travailleurs handicapés, chômeurs de longues durées, de plus de 50 ans ou aux jeunes sans qualification.
Drastiquement diminués dès 2002 par François Fillon (alors Ministre des Affaires sociales), les CES qui concernaient encore 260 000 Français ont été arrêtés depuis le 1er mai 2005 et sont remplacés par les contrats d'accompagnement dans l'emploi (CAE) qui ont les mêmes caractéristiques, mais mettent plus en jeu le fait que le contrat doit être transitoire vers un contrat de travail non aidé.